# KV47
La tumba KV47, situada en el Valle de los Reyes en Egipto, fue utilizada para el faraón Siptah de la dinastía XIX, aunque la momia de Siptah se encontró en KV35. A juzgar por los objetos hallados, las riadas arrastraron hasta ella restos del ajuar funerario de la KV 32, perteneciente a la reina Tiaa. Los cartuchos del rey fueron borrados y posteriormente restaurados con pintura. Hartwig Altenmüller y Anthony Spalinger creen que las borraduras ocurrieron al final de la dinastía XIX por razones religiosas o políticas.
La tumba fue descubierta el 18 de diciembre de 1905 por Edward R. Ayrton. Theodore M. Davis, patrocinador de Ayrton, publicó el descubrimiento en 1908.
Ayrton detuvo la excavación en 1907 debido a problemas de seguridad, y Harry Burton la continuó en 1912.

## Descripción

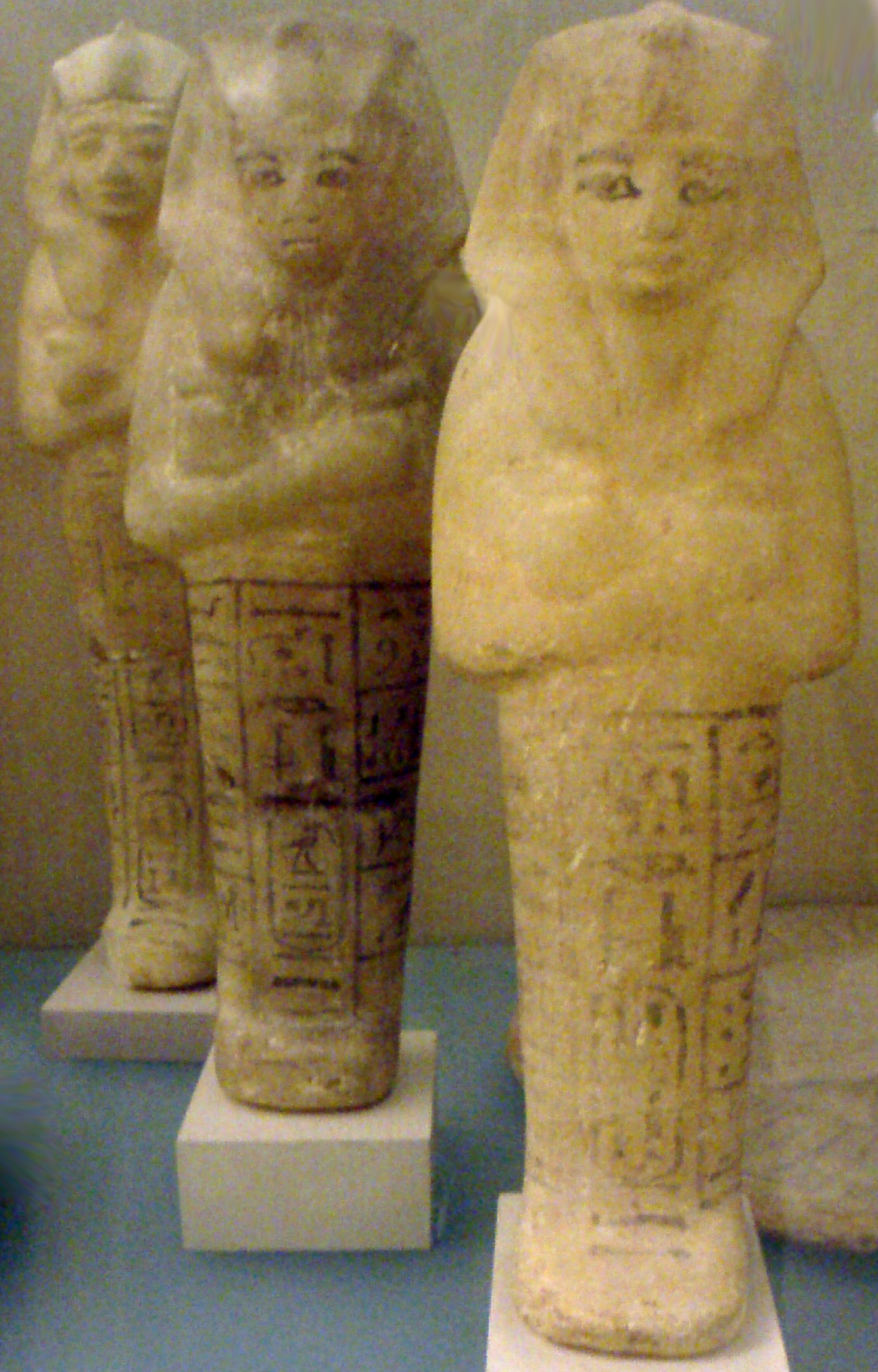
Ushebtis hallados en la KV47.

KV47 está situada en el ramal sudoeste del Valle. La entrada de la tumba consiste en una rampa con escaleras, a las que siguen tres pasillos suavemente inclinados seguidos por un compartimiento, una cámara con columnas y otros dos pasillos que llevan a la cámara funeraria, que contiene un sarcófago de granito. La tumba quedó inacabada, solamente los corredores y compartimiento fueron enyesados y adornados con escenas de la letanía de Ra, el Libro de los muertos, Libro del Amduat, representaciones de los difuntos con Ra, y el disco del sol y figuras aladas de Maat en las puertas.
La cámara funeraria es rectangular, de 13,73 m por 9,07, y de una altura media de 5,3 m., tiene cuatro columnas cuadradas y está inacabada. Los contornos rojos de pintura en la pared posterior demuestran donde iban a ser cortados los pilares adicionales. Hay un hoyo rectangular, bajo el piso del compartimiento. 

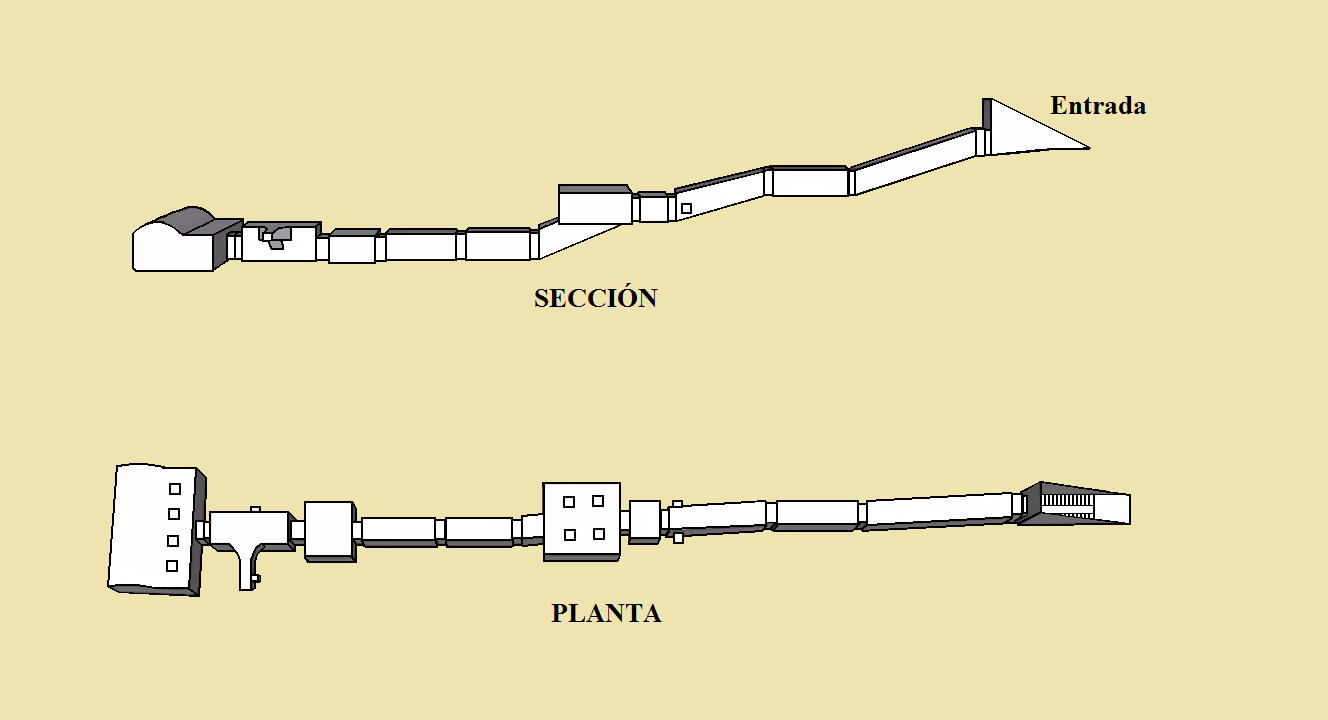
Plano de la Tumba KV47

El techo estaba caído en la zona donde se halla el sarcófago; restos del techo se pueden observar en los muros posterior, izquierdo y derecho. Debido a la mala condición de la roca, el frente del compartimiento y sus pilares se han derrumbado. No hay compartimientos laterales.
El sarcófago es de granito rojo, y tiene la efigie del rey en la tapa, con rastros de pintura amarilla y roja en las manos, el cetro y la cara. Los bordes superiores de los laterales fueron dañados cuando la tapa se levantó.